# يوجين كوكلي
يوجين كوكلي (بالإنجليزية: Eugene Coakley)‏ هو مجدف أيرلندي، ولد في 7 مارس 1979 في كورك في جمهورية أيرلندا.

## وصلات خارجية
- يوجين كوكلي على موقع الاتحاد الدولي للتجديف (الإنجليزية)
- يوجين كوكلي على موقع اللجنة الأولمبية الدولية (الإنجليزية)
- يوجين كوكلي على موقع أوليمبيديا (الإنجليزية)